# Ban dels alcaldes de Móstoles

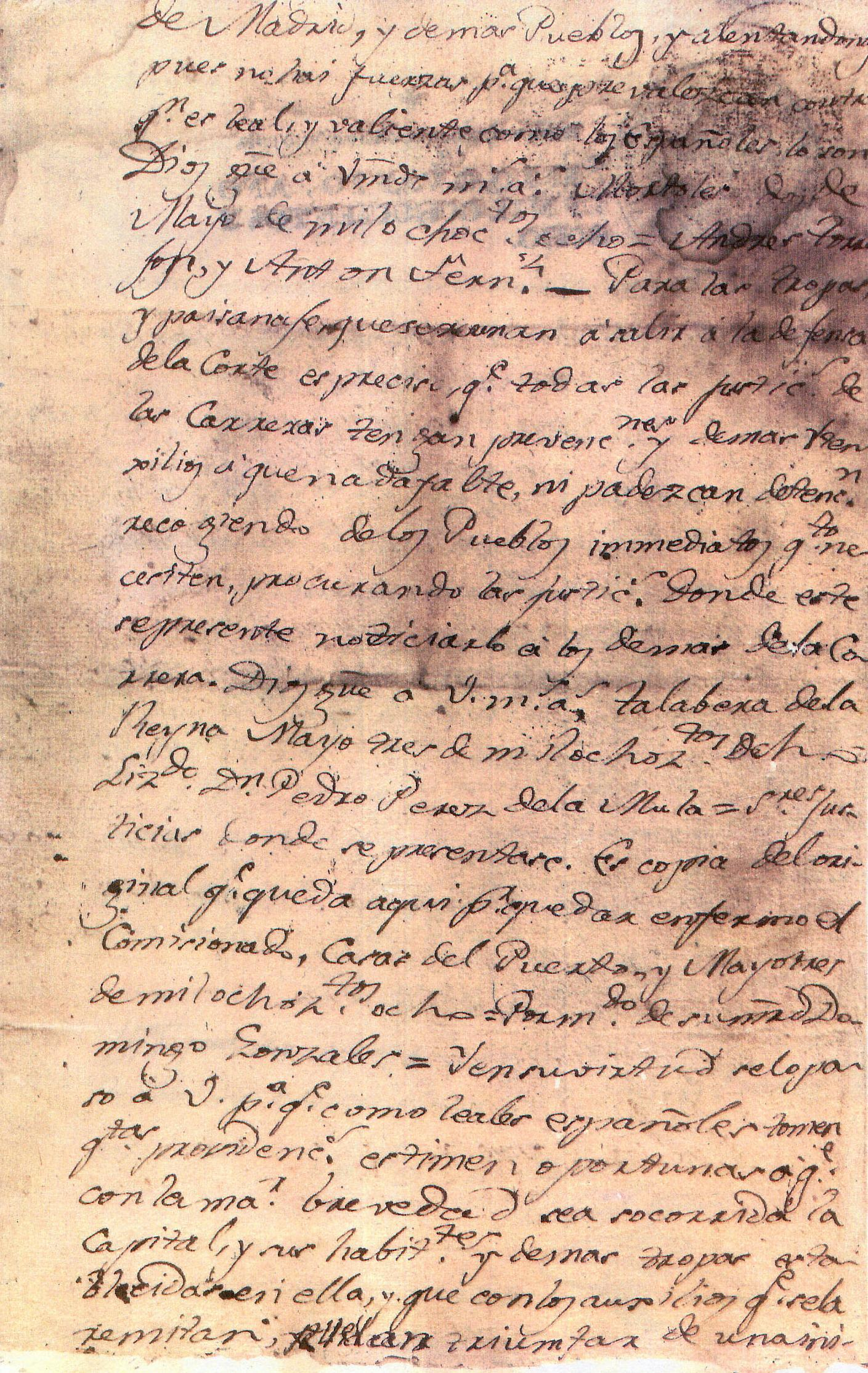
Ban de Villamil i els alcaldes de Móstoles

Ban dels alcaldes de Móstoles o Ban de la Independència és com es coneix el ban signat pels alcaldes de Móstoles el 2 de maig de 1808, amb motiu de l'aixecament aquest mateix dia del poble de Madrid contra les tropes franceses acantonades a la ciutat.

## Introducció i antecedents
Els successos de l'aixecament del 2 de maig de 1808 s'emmarquen en el començament de la Guerra del Francès. El 1796 França i Espanya havien pactat una aliança, després d'anys de guerra; el 1807 van acordar col·laborar en el conflicte que mantenia la primera amb Anglaterra, permetent la segona el pas de tropes franceses pel seu territori, de camí a la conquesta de Portugal, país aliat de la nació anglesa. L'exèrcit estranger, a les ordres del general Jean-Andoche Junot, va penetrar en la península Ibèrica, però, incomplint el seu pacte d'amistat i aliança, va prendre algunes ciutats de la franja septentrional i va adoptar una actitud invasiva. Això va fer comprendre a molts espanyols les veritables intencions de l'emperador francès Napoleó Bonaparte: convertir Espanya en un Estat satèl·lit, despullant-lo dels membres de la família reial. Entre el 17 i el 19 de març de 1808 es va produir a Aranjuez un motí popular, encoratjat per un sector de l'alta societat partidari del Príncep d'Astúries i contrari a l'odiat primer ministre, Manuel Godoy. Aquest valgut va caure pres i el rei Carles IV es va veure obligat a abdicar en el seu fill, que regnaria com a Ferran VII i entraria a Madrid el 24 d'aquell mes, un dia després de l'arribada a la capital d'un exèrcit francès sota el comandament del gran duc de Berg, Joachim Murat (1767-1515), que s'instal·laria en unes quantes casernes de dins i fora.
La partida de l'exrei i el nou monarca que van anar cap a Baiona, on Napoleó els havia convocat i on van abdicar, juntament amb l'alliberament de Godoy i la cada vegada més conflictiva presència de les tropes estrangeres, van contribuir al clima d'hostilitat creixent i resistència contra l'ocupant francès.

## El Dos de maig de 1808
El Dos de Maig de 1808 el poble de Madrid es va amotinar contra els invasors francesos, en un aldarull en el qual van participar gairebé només membres dels estaments populars. Les unitats de l'exèrcit espanyol –excepte el cas dels oficials i soldats del Parc d'Artilleria de Monteleón, que van oferir una feroç resistència als francesos— van romandre aquarterades. Les classes altes es van quedar al marge iles autoritats van mantenir una actitud col·laboracionista amb els francesos, la qual cosa va irritar als revoltats. El populatxo madrileny es va batre aquell matí amb armes de fortuna als carrers de la ciutat cabdal contra les tropes d'elit de Murat, mamelucs d'Egipte i cuirassers, encara que aquesta gosadia va ser reprimida amb extrema violència. El motí va finalitzar al voltant de les dues de la tarda del 2 de maig, després d'haver pres els francesos la caserna de Monteleón, últim focus de resistència. La jornada va continuar amb la forçosa pacificació del veïnat, la captura dels que van participar en la rebel·lió o sospitosos, i l'afusellament de centenars de madrilenys patriotes en la matinada del 3 de maig. Encara que la gesta va ser protagonitzada per les classes baixes de la ciutat, hi ha autors que assenyalen que aquell moviment va estar en certa manera preparat per una conspiració en la qual van participar alguns comandaments militars i aristòcrates –com Daoíz i Velarde, els comtes de Montijo i Aranda i els ducs de l'Infantado i d'Osuna-; no obstant això, segurament la major part dels que van barallar a peu de carrer ho van fer per voluntat pròpia, sense seguir cap pla premeditat, ja que des del principi, si va haver-hi un pla previ, aquest va quedar superat pels esdeveniments.

## El Dos de Maig a Móstoles
En la tarda del 2 de maig, es van trobar a la vila de Móstoles, Juan Pérez Villamil –aleshores d'Auditor General i secretari del Consell de l'Almirallat i fiscal togat del Consell de Guerra- i Esteban Fernández de León -ex Intendent de l'Exèrcit i Superintendent de totes Rendes al districte de la Reial Audiència i Capitania General de Veneçuela-. Aquest últim acabava d'arribar d'un Madrid en plena batalla i tots dos es van reunir amb els dos alcaldes ordinaris de la localitat, Andrés Torrejón i Simón Hernández, i els van persuadir perquè signessin una circular (coneguda per la historiografia com a Ban d'Independència), redactada per Villamil i dirigida a les autoritats de les poblacions per les quals hauria de passar, en la que s'alertava de l'esdevingut a Madrid, cridant al socors armat de la capital i a la insurrecció contra l'invasor francès. Tots dos alcaldes la van rubricar, com a autoritats locals que eren, possiblement davant l'escrivà de l'ajuntament, Manuel de Valle, perquè el document tingués validesa legal. L'escrit deia així:
Senyors justícies dels pobles als qui es presentés aquest ofici, del meu l'alcalde ordinari de la vila de Móstoles.
És notori que els francesos apostats a la rodalia de Madrid, i dins de la Cort, han pres l'ofensa sobre aquest poble capital i les tropes espanyoles; per manera que a Madrid està corrent a aquestes hores molta sang. Som espanyols i cal que morim pel rei i per la pàtria, armant-nos contra uns pèrfids que, sota color d'amistat i aliança, ens volen imposar un pesat jou, després d'haver-se apoderat de l'augusta persona del rei. Procedeixin vostres mercès, doncs, a prendre les més actives providències per escarmentar aquesta perfídia, acudint al socors de Madrid i altres pobles, i allistant-nos, doncs no hi ha força que prevalgui contra qui és lleial i valent, com els espanyols ho són.
Déu guardi a les vostres mercès molts anys.
Móstoles, dos de Maig de mil vuit-cents vuit.
Andrés Torrejon
Simón Hernández
L'andalús Pedro Serrano, acompanyant de Fernández de León, es va oferir a portar el ban per la carrera reial d'Extremadura (avui carretera A-5) fins a Andalusia, arribant a Badajoz dos dies més tard.
Villamil acabava de ser nomenat membre d'una Junta formada per diversos alts càrrecs de la Corona i creada secretament per substituir la Junta de Govern en cas que aquesta fos desfeta pels francesos. Fernández de León va poder ser l'encarregat de fer arribar a Villamil el decret del seu nomenament i les instruccions secretes, en no poder-li-ho comunicar personalment Antonio de Escaño, un altre dels membres escollits i responsable d'avisar-lo. L'actuació de Villamil el 2 de maig de 1808, redactant el Ban d'Independència, obeeix al fet que la Junta per la qual acabava de ser nomenat havia d'enviar una crida a la nació per formar exèrcits i trencar hostilitats amb els francesos, una vegada confirmada les intencions reals de Napoleó –exonerar de la Corona als Borbó- i aconseguida autorització del ja exiliat Ferran VII. Així, s'entén que Villamil va materialitzar el cèlebre ban no com a fruit d'una improvisació impulsada per fervor patriòtic, sinó que va ser una mesura prevista per aquells governants que, lligats ja de peus i mans, tractaven de planejar secretament l'aixecament contra els francesos, liderant ells el moviment de resistència i no deixant-lo en mans d'altres autoritats que actuessin sense coordinació i de forma descentralitzada, com finalment va ocórrer. El problema va ser que Villamil es va precipitar en impulsar el manifest unilateralment, sense que es complissin diverses condicions prèvies –la nova Junta no s'havia constituït, ni s'havien reunit tots els seus membres, ni comptava encara amb permís de l'exiliat rei per trencar hostilitats amb Napoleó-. Es pot conjecturar que Fernández de León va proposar a Villamil que el manifest que havia d'enviar fos signat pels dos alcaldes ordinaris de Móstoles per donar-li forma d'ofici circular i s'autoritzés així el seu despatx en posta a través de l'itinerari d'Extremadura, complint amb el reglament de postes, que donava especial prioritat i agilitat a les comunicacions per correu entre autoritats locals, facilitant d'aquesta manera la seva ràpida difusió. A més, atès que Villamil no havia pres possessió oficial del seu càrrec al no estar desfeta la primigènia Junta de Govern, resulta obvi per què va eludir signar la missiva amb la seva pròpia rúbrica, carregant-ne així la responsabilitat legal a uns humils alcaldes de poble. Possiblement, ni tan sols els va informar de la seva comissió secreta i els va persuadir per signar el manifest recordant-los l'obligació que, segons la legislació tradicional castellana –recollida en les Set Partides d'Alfons X de Castella (partida II, títol XIX)-, tenien els ajuntaments per emprendre la defensa del territori en cas d'invasions estrangeres, especialment en el cas de faltar el rei i, com era el cas, no tenir llibertat els seus representants immediats –la Junta de Govern, mediatitzada per Murat-. Aquest plantejament defensiu, propi de la baixa edat mitjana, va xocar amb la disciplina d'una monarquia absoluta, en la qual la jerarquia militar respectava fèrriament la cadena de comandament; així, molts oficials i comandaments rezelaren d'una comunicació patriòtica dirigida per uns simples alcaldes, doncs esperarien ordres del ministre de Guerra o de l'infant Antoni Pasqual de Borbó, oncle i regent de Ferran VII.

## Conseqüències immediates
Pedro Serrano va portar el Ban d'Independència fins a Badajoz, canviant de cavall a cada casa de postes que hi havia en l'itinerari (cada 15-20 km) i ensenyant el plec a les autoritats civils i militars de les principals poblacions: a Navalcarnero, el regent de l'alcalde major va remetre un ofici complementari al de Móstoles, cridant a la mobilització de tropes i voluntaris a auxiliar a Madrid, encara que l'endemà, havent rebut ordres del Govern d'Espanya, va haver de contradir-se comunicant que Madrid estava en calma i no feia falta acudir a socórrer-la. A Talavera de la Reina, l'oficial Carlos Reding va mobilitzar el regiment de Suïssos que comandava i altres dos més que estaven aquarterats en la vila, a més d'encoratjar al tinent de corregidor, Pedro Pérez de la Mula, qui va organitzar un allistament de voluntaris a la ciutat i en tota la comarca, perquè, juntament amb aquests regiments, marxessin a la capital a auxiliar als seus habitants. A Trujillo, el corregidor Antonio Martín va fer alguna cosa similar, alarmant a 82 pobles del seu partit; la mateixa actuació va tenir el corregidor de Plasència, les autoritats d'Alcántara i l'ajuntament de Càceres. En Badajoz, el capità general interí d'Extremadura –Toribio Grajera de Vargas,III comte de la Torre del Fresno- va rebre Pedro Serrano el 4 de maig i reunit amb el capità general d'Andalusia, Francisco Solano –II marquès del Socorro-, va decidir enviar a un oficial, el cèlebre músic Federico Moretti, a comunicar l'ocorregut a Madrid i l'actitud dels francesos al titular de la capitania general d'Extremadura, Juan Carrafa, que es trobava en Lisboa al comandament de les tropes espanyoles que havien col·laborat amb l'exèrcit francès a la invasió de Portugal. Després es van reunir tots dos capitans amb altres autoritats civils i militars de la ciutat i, qüestionant el comunicat pel ban dels alcaldes de Móstoles i la justícia de Navalcarnero, van acordar de moment enviar altres emissaris per comunicar la notícia i examinar millor la situació: a Madrid es va despatxar en posta dos oficials per tractar amb el ministre de la Guerra, Gonzalo O'Farril –qui rebutjaria qualsevol intent insurreccional malgrat els plans secrets de revolta- i esbrinar les intencions del regent, l'infant Antonio –qui va partir cap a Baiona el 4 de maig-; a Sevilla i Cadis es va enviar a un capità de milícies urbanes, Francisco Gómez Barreda. El dia 5 el comte de la Torre del Fresno, més decidit que Solano, va decretar un allistament de voluntaris per augmentar els efectius dels regiments de la província d'Extremadura i preparar-se així per a possibles accions bèl·liques, però l'endemà va rebre les ordres d'O'Farril, del Consell de Castella i de Murat –que havia reemplaçat en la presidència de la Junta de Govern a l'infant Antonio-, per la qual cosa va haver de suspendre els moviments empresos, igual que van haver de fer les altres autoritats alarmades pel bàndol dels alcaldes de Móstoles, l'efecte durador dels quals va ser un estat d'inquietud i alarma, que va causar tumults i aldarulls populars, especialment a Badajoz i a Sevilla, els governants dels quals van maldar els dies següents per pacificar als més exaltats. La notícia de la matança de Madrid es va estendre així, via circular dels alcaldes de Móstoles, per Extremadura i Andalusia, però les proclames difoses cridant a la pau, a la tranquil·litat i a l'ordre van avortar als pocs dies els primers preparatius per a la resistència. El veritable detonant que va provocar la reacció en cadena que va portar a l'aixecament general va ser la notícia, difosa en la segona quinzena de maig de 1808, que a Baiona els Borbó havien abdicat a favor de Napoleó; davant el temor que l'emperador francès es fes amb el tron espanyol i sotmetés als seus vassalls a la tirania estrangera, es van formar amb gran rapidesa multitud de Juntes provincials que s'autoproclamaren Supremes i que van assumir la sobirania, organitzant a tota velocitat la resistència patriòtica.
En definitiva, el bàndol dels alcaldes de Móstoles va fracassar per la seva precipitació i perquè, encara que va ser fruit dels plans secrets d'aixecament que s'estaven gestant en el si de la Cort, les autoritats civils i militars no li van concedir suficient crèdit en procedir de poders il·legítims per cridar a la guerra, i a més l'extrema cautela de les màximes institucions de la monarquia van frustrar el seu lideratge en contradir-se, obligades per Murat, a cridar a l'ordre i assossec públics.
Cal assenyalar que el comte de la Torre del Fresno va escriure el mateix 4 de maig al ministre de Guerra, O'Farril, a través d'un dels oficials que va enviar en posta a la seva presència; li va comunicar haver tingut notícia del xivarri del dia 2 a la capital i li va adjuntar una còpia del ban dels Alcaldes de Móstoles. Segurament els francesos van interceptar el missatge i per aquesta raó Murat va cridar a la seva presència als alcaldes i els va fer presoners. Van ser acusats i condemnats a pena capital per haver fet circular el ban, considerat un libel contra els francesos, encara que aquests es van defensar desentenent-se de la responsabilitat del manifest i carregant-la-hi a un home, no conegut, que aparegué amb tropa a Móstoles la tarda del 2 de Maig, referint-se segurament a Esteban Fernández de León, qui els hauria obligat a signar-la; gràcies a aquest argument i al pagament d'una quantiosa fiança –més de 30.000 reals- ambdós es van lliurar de ser executats.

## El mite popular i la transcendència real del ban de Móstoles
Hem de cridar l'atenció sobre que els fets esdevinguts a Móstoles el 2 de maig de 1808, la forma en què es va gestar i va difondre el Ban d'Independència i les seves responsabilitats, no han pogut ser conegudes amb rigor fins a temps recents, formant-se versions incorrectes que han quedat plasmades durant dos segles en les cròniques i llibres d'Història.
Ja en els primers mesos de la Guerra del Francès es va popularitzar la figura de l'Alcalde de Móstoles –en singular i no en plural, perquè de seguida es va difondre per tot el país el rumor que la cèlebre proclama despatxada a Móstoles no anava signada pels dos alcaldes, sinó per un solament-; el que demostren algunes referències en documents institucionals i també diversos escrits anònims, signats amb aquest pseudònim, que un agitador va dirigir a diverses autoritats per expressar proclames patriòtiques. A les Corts de Cadis la divisió política dels patriotes, entre liberals i servils (absolutistes) es va manifestar també en la manera en què els uns i els altres interpretaven el paper de l'alcalde de Móstoles: els primers creien fermament en el mite d'un humil alcalde que, en un acte que encarnava la sobirania nacional –principi que ells defensaven-, i davant el buit de poder, va prendre la iniciativa fer circular un comunicat per mitja Espanya, cridant als seus compatriotes a l'aixecament contra els francesos, la qual cosa para molts era en tota regla una declaració de guerra a Napoléo; els segons preferien interpretar, amb més encert, que darrere d'aquella iniciativa va estar un dels seus, Juan Pérez Villamil, encara que li van carregar amb tot el protagonisme, arribant a asseverar que el cèlebre ban no només era seu, sinó que a més l'havia signat sota el pseudònim de L'Alcalde de Móstoles. Així va començar a utilitzar-se el mite amb diferents interessos polítics. En la dècada de 1830 les diferents interpretacions es van legitimar en unes cròniques sobre la Guerra del Francès, promogudes des de la mateixa elit política: la versió absolutista rebé el suport del comte de Fabraquer, secretari i conseller reial, en l'obra oficial que va publicar poc abans de morir el rei Ferran VII (Historia política y militar de la guerra de la Independencia contra Napoleón Bonaparte desde 1808 hasta 1814); en aquest context polític, encara regnant aquell, era més apropiat donar a conèixer la versió en la qual Villamil se'n duia el protagonisme. El comte de Toreno, un polític liberal de tendència moderada o conservadora, que encara llavors es trobava en l'exili a França, va escriure la seva pròpia crònica sobre la guerra (Historia del levantamiento, guerra y revolución de España), que havia viscut, i en ella optava per fer compartir la responsabilitat del bàndol a Villamil i a l'alcalde de Móstoles, la qual cosa es deu potser a la ideologia política d'aquest autor, que va preferir conciliar la versió liberal i l'absolutista del mite; la seva obra es va veure publicada el 1835, quan havia tornat a Espanya i era president del Consell de Ministres en la regència de Maria Cristina, havent-se iniciat reformes per consolidar la monarquia constitucional. Tota la bibliografia posterior en la qual s'esmenta la gesta de l'alcalde de Móstoles, va prendre com a referència les obres del comte de Fabraquer i la del comte de Toreno, a causa de la seva gran transcendència historiogràfica; de totes maneres les versions que més èxit van aconseguir van ser la liberal –atès que finalment es va arrelar el principi de la sobirania nacional i amb ell la faceta revolucionària del bàndol de l'alcalde mostoleny- i la moderada de Toreno, doncs la versió absolutista va ser menys acceptada. Així i tot, la gesta no es comptava amb més detalls ni tampoc s'identificava amb nom i cognoms a l'Alcalde de Móstoles, perquè no va ser fins a l'últim quart del segle xix quan els propis mostolenys van començar a divulgar la seva versió local. Hom creu que la iniciativa va sorgir de Mariano Torrejón Rodríguez, secretari de l'ajuntament mostoleny en la segona meitat del segle xix, doncs es va erigir en portaveu de la tradició local, impulsant una exègesi nodrida de fabulacions i rumors confusos, barrejats amb dades investigades amb rigor en arxius i mitjançant testimoniatges de persones que van viure la Guerra del Francès; en aquesta versió s'atorgava el mèrit en exclusiva a l'alcalde Andrés Torrejón –segurament per interès del seu parent, el citat Mariano Torrejón-, la qual cosa va fer que la historiografia general d'Espanya i la iconografia popular el tinguessin durant moltes dècades pel protagonista indiscutible de la gesta heroica del Dos de Maig de 1808 a Móstoles i l'elevés a la tribuna d'herois nacionals. D'un cop de ploma, va desaparèixer de l'exègesi d'aquell episodi Esteban Fernández de León –qui, precisament, va ser el que ens va llegar el relat veritable del que va succeir aquell dia a Móstoles-; Villamil va quedar relegat a un segon pla, al paper de mer inspirador de la idea de difondre la notícia de la massacre de Madrid –encara quan en realitat va ser l'autor intel·lectual i material del ban-; i l'altre alcalde, Simón Hernández, també va ser relegat a un paper irrisori: el de simple testimoni. Així mateix, la tradició també va atribuir erròniament el mèrit de portar la missiva camino de Badajoz al postilló Antonio Hernández, fill de l'alcalde Simón, encara quan la intervenció d'aquest es va deure limitar a acompanyar a Pedro Serrano fins a la casa de postes de Navalcarnero. Juan Ocaña, un altre erudit local que apel·lava a la tradició local, col·locava l'escrivà numerari Estanislao Ovejero com a redactor del Ban d'Independència autèntic, encara quan sabem que això ho va fer Villamil i que, de tenir alguna intervenció algun dels dos escrivanos del municipi, degué ser el seu col·lega Manuel de Valle, confirmant amb la seva fe notarial la legalitat i validesa jurídica de l'acte. Igualment, la tradició va situar al jove sacerdot natural de la localitat, Fausto Fraile, com a portador de la notícia de l'aldarull de Madrid, punt que no es pot descartar al no haver-se pogut corroborar ni desmentir.
Aquesta versió tradicional, en la qual a més se situava l'acció dels fets en una reunió del veïnat en concejo abierto, exaltat per la massacre comesa contra els seus paisans madrilenys i, per tant, desitjós d'acudir en el seu auxili, va tenir gran difusió gràcies a l'obra de teatre composta per l'escriptor Juan Ocaña Prados, El grito de Independencia o Móstoles el 1808, i que va ser estrenada el 1883; aquest drama recollia l'exègesi dels fets –la impulsada per Mariano Torrejón i que s'imposaria definitivament- que en aquell moment s'havia popularitzat en un Móstoles que desconeixia el que realment hi va passar el 2 de maig de 1808.
És factible que alguns mostolenys es reunissin esvalotats aquell dia i hi hagués partidaris d'acudir al socors de Madrid, i que fins i tot els alcaldes, a instàncies de Villamil, convoquessin un concejo abierto on es resolgués prendre mesures pràctiques per acudir a la defensa de la capital, com l'allistament de voluntaris i l'apilament d'armes, cavalleries i queviures –encara que aquests no arribarien a ser mobilitzats en fracassar, en els dies subsegüents, el moviment militar que es pretenia provocar-, però creiem que aquesta reunió no va influir en la redacció i difusió del Ban d'Independència, la qual cosa va deure succeir en un entorn més discret, en una reunió tancada en la que hi participarien Villamil, Fernández de León amb els seus acompanyants, els alcaldes i l'escrivà. De fet, la confusió sobre el protagonisme exclusiu d'Andrés Torrejón i la incorrecta assignació de mèrits i responsabilitats sobre el ban és prova que el veïnat mostoleny no va deure veure amb els seus propis ulls com era escrit, signat i com sortia de la vila rumb a Extremadura. Tampoc va deure tenir notícies del posterior procés judicial als alcaldes o a què es va deure. La memòria col·lectiva sembla que, oblidant-se de la mobilització que va fracassar en els dies subsegüents a la gesta del Dos de Maig, i tenint en compte que el que va adquirir transcendència històrica va ser el Ban d'Independència, així com el mite popular sorgit entorn de la figura de l'Alcalde de Móstoles, va barrejar fets diferenciats, considerant que la materialització de la cèlebre proclama va ser conseqüència de la reunió pública dels mostolenys; així s'unificava tot en una escena única, molt més atractiva per a l'escenificació teatral i també més apropiada per al caràcter xovinista de l'exègesi definitiva, fent partícip a tot el poble de Móstoles de la glòria atribuïda al seu alcalde.
Noves investigacions del segle XX han aclarit l'assumpte, podent-se reconstruir amb rigor el que realment va ocórrer el 2 de maig de 1808 a Móstoles. També s'ha descobert el veritable contingut del Ban d'Independència, perquè fins a 1908 la versió oficial asseverava que el part deia: La pàtria està en perill. Madrid pereix víctima de la perfídia francesa. Espanyols, acudiu a salvar-la. Maig 2 de 1808. L'Alcalde de Móstoles. Encara avui aquesta proclama apòcrifa, succinta i falsa segueix difonent-se, per inèrcia i tradició, a cròniques i textos sobre la Història espanyola, encara que sabem que no és la que va partir de Móstoles. Va ser publicada per primera vegada en una obra del polític liberal asturià Álvaro Flórez Estrada, Introducción para la Historia de la revolución de España, publicada a Londres el 1810. S'ignora la font que va utilitzar Flórez Estrada, però sospitem que el contingut aproximat del text va poder haver-li-ho referit, durant la seva estada com a refugiat a Sevilla i Cadis, el mateix Esteban Fernández de León, promotor i testimoni del ban dels alcaldes mostolenys, o per alguna altra autoritat que el va tenir a les seves mans en els dies posteriors al 2 de maig de 1808; en qualsevol cas, ningú recordava el text exacte de la proclama, per la qual cosa uns o uns altres només van poder oferir al liberal asturià una síntesi escarida, però alhora eficaç i revolucionària, del missatge que van difondre els alcaldes de Móstoles. Aquesta proclama apòcrifa, a causa de la seva brevetat i el dramatisme que desprèn, va ser presa per l'autèntica per la societat i la historiografia espanyola durant molt temps.
La tradició i la mitologia popular han revestit als alcaldes d'un patriotisme i una valentia exagerats. Han estat titllats de paladins de la llibertat, d'herois, i de tots aquells adjectius possibles per definir el que s'espera d'uns personatges històrics el ban dels quals va provocar l'aixecament d'Extremadura i Andalusia contra els francesos.
No obstant això, amb la documentació actual i una anàlisi objectiva i rigorós de fets i les proves existents, sembla que tots dos alcaldes van ser instruments de Villamil i Fernández de León en els seus plans per assegurar la continuïtat de la Corona espanyola en la dinastia Borbó i, per tant, en cap cas promotors ni responsables del ban. A més, el seu ardent patriotisme es desmenteix en conèixer com es van desentendre de la responsabilitat de la proclama quan van ser portats presos davant Murat i amenaçats amb pena de mort, per sediciosos; també per l'opinió que manifestava Villamil al seu fulletó d'agost de 1808 en el que sembla retreure l'actitud passiva d'Andrés i Simón, veient-se ell mateix obligat a redactar la proclama i a pressionar-los per signar-la.
Malgrat aquests matisos i aclariments, s'ha de reconèixer el mèrit als personatges del Dos de Maig a Móstoles. El ban dels alcaldes de Móstoles -que ells van signar voluntàriament i suposem que plenament conscients dels riscos que comportava rubricar-lo- acabaria sent el detonant que va engegar una rapidíssima difusió de les notícies de l'esdevingut a Madrid i, per tant, l'espurna que va encendre la metxa que acabaria per fer esclatar la Guerra del Francès. Això constitueix la seva principal aportació en termes històrics, perquè va actuar com a instigador, de fet, d'una reacció creixent enfront de França; això, amb independència de la seva intencionalitat o que fos la casualitat la que va fer que partís de Móstoles. El ban es va convertir, de facto, en el transmissor de la informació que permetria a les autoritats iniciar l'organització de tropes, tant regulars com de milicians voluntaris, disposades a anar a Madrid i col·laborar en la defensa del país. Sense l'acció de Fernández de León, Villamil, els alcaldes i Pedro Serrano, el 2 de maig madrileny segurament hagués acabat sent un altre motí, sense major transcendència, ja que havia estat reprimit en amb prou feines unes hores per les autoritats franco-espanyoles.
Per tant, la responsabilitat real dels alcaldes va ser la de secundar la proposició de Fernández de León i Villamil, la qual cosa també té mèrit tenint en compte l'enorme responsabilitat amb la que van carregar –podent sofrir represàlies per part de les autoritats militars franceses-, la reacció immediata que provocaria la proclama de l'aristòcrata i la seva transcendència històrica posterior. De fet, aquest episodi és el més conegut de la Història de Móstoles i, per tant, el més difós, exaltat i glorificat, per la seva repercussió directa en l'esdevenir de la Història contemporània espanyola.